# Drakeova jednadžba
Drakeova jednadžba je jednadžba koja daje procjenu broja civilizacija u našoj galaktici koje su sposobne i voljne komunicirati sa Zemljanima. Osmislio ju je američki astronom Frank Drake sa Sveučilišta Cornell.

## Začetak ideje
U rujnu 1959. godine, fizičari Giuseppe Cocconi i Philip Morrison izdali su u britanskom časopisu Nature članak pod imenom "Traganje za međuzvjezdanim komunikacijama". Autori su iznijeli mišljenje da su radio teleskopi već postali dovoljno jaki za primanje emisija koje bi druge civilizacije mogle emitirati. Smatrali su da bi najlogičnija valna duljina za to bila ona od 21 cm (frekvencija od 1 420.4 MHz) na kojoj zračenje emitira neutralni vodik, najčešći element u svemiru.
Sedam mjeseci kasnije, radio astronom Frank Drake prvi je u povijesti započeo sistematsku potragu za signalima inteligentnih bića iz svemira. Drake je pomoću 25-metarskog radio teleskopa 6 sati dnevno na frekvenciji neutralnog vodika "osluškivao" dvije obližnje zvijezde slične Suncu: Epsilon Eridana i Tau Kita. Projekt je nazvan OZMA, a trajao je od travnja do srpnja 1960.
U studenom 1961. godine, Frank Drake saziva konferenciju odabrane grupe od 10 znanstvenika na temu potrage za izvanzemaljskim civilizacijama. Među njima su bili i Carl Sagan te nobelovac (kemija, 1961.) Melvin Calvin. U pripremama za ovu konferenciju, Drake je sročio svoju poznatu formulu koja nam govori koliko je civilizacija u našoj galaksiji voljno i sposobno komunicirati s nama putem radio-valova:
{\displaystyle N=R^{*}~\times ~f_{p}~\times ~n_{e}~\times ~f_{l}~\times ~f_{i}~\times ~f_{c}~\times ~L}
gdje je:
N – broj civilizacija u našoj galaksiji koje su sposobne za komunikaciju
i:
R* – broj zvijezda koje nastanu u jednoj godini u našoj galaksiji
fp – udio zvijezda koje imaju planeti
ne – omjer planeta pogodnih za razvoj života i zvijezda koje imaju planete
fl – vjerojatnost da će se život pojaviti ako za to postoje uvjeti
fi – vjerojatnost da će se iz života razviti inteligencija
fc – vjerojatnost da će inteligentni život biti voljan i sposoban komunicirati s ostatkom galaksije
L – prosječni životni vijek tehnološke civilizacije
Drake-ova jednadžba nam govori da ovisi o:
S obzirom na to da znanost ni danas nije u stanju točno definirati pojam života, prvenstveno zbog premalog uzorka (Zemlja je jedini planet na kojemu zasigurno postoji život), Drake se u svojoj jednadžbi ograničio na bića čija se biologija zasniva na ugljiku, koji žive na planetu s obiljem vode (koja je nužna za ugljikovu kemiju), te zahtijevamo milijarde godina za razvoj inteligencije. Drugim riječima, bića vrlo slična nama.

## Analiza faktora jednadžbe
{\displaystyle N=R^{*}~\times ~f_{p}~\times ~n_{e}~\times ~f_{l}~\times ~f_{i}~\times ~f_{c}~\times ~L}

### R*
R* je broj zvijezda koje nastanu u jednoj godini u galaksiji.
U Mliječnom putu nastane prosječno jedna zvijezda svake godine. Dakle, R = 1.

### fp
fp je udio zvijezda s planetnim sustavima
Ovo je bilo potpuno nepoznato do 1995. godine kada su dva švicarska znanstvenika, Michel Mayor i Didier Queloz, slučajno otkrili prvi pravi planetni sustav izvan Sunčevog sustava. Do ožujka 2006. godine je otkriveno preko 170 egzoplaneta, uglavnom od strane tima koji predvode Geoff Marcy (u SAD-u) and Paul Butler (u Australiji). Marcy i Butler traže planete tražeći kolebanje zvijezde zbog gravitacijskog utjecaja planeta. Tehnika koju koriste Marcy i Butler je prikladna za traženje samo najmasivnijih planeta, tako da su do sada otkriveni samo jovijanski planeti (plinoviti divovi).
Međutim, vjeruje se, na osnovi teoretskih modela, da bi većina ovih planetarnih sustava mogli imati i manje planete poput naše Zemlje. U tu svrhu NASA planira iza 2015. godine poslati u svemir specijalni teleskop za traženja zemljolikih ekstrasolarnih planeta nazvan TPF (Terestrial Planet Finder). Veliki dio istraživanja na ovom području proveden je pomoću HST-a (Hubble Space Teleskop). HST je otkrio na desetke protoplanetnih diskova - ranih stadija razvoja planetnih sustava. Cilj većeg dijela istraživanja HST-a je Orionova maglica, područje udaljeno oko 1000 svjetlosnih godina, u kojoj se stvaraju nove zvijezde. Dio istraživanja obavljen je i u submilimetarskom dijelu spektra elektromagnetskog zračenja, pa je tako otkriven i disk prašine oko zvijezde Epsilon Eridani, jednog od ciljeva projekta OZMA. Česta je pojava da su unutarnja područja diska očišćena od prašine, što ukazuje na postojanje planeta.
Prema dosadašnjim istraživanjima, čini se da oko 10% promatranih zvijezda ima planetne sustave. Dakle, fp = 0,1.

### ne
ne je udio planeta koji su pogodni za razvoj života
Pretpostavljajući da je oblik života donekle nalik našem, procjenjuje se kakav se tip planeta traži. Faktor ne ovisi o tri faktora:
1. Vrijeme potrebno za evoluciju:
Ako je životu na Zemlji trebalo oko 4 milijarde godina da evoluira do današnjeg oblika, tada bi zvijezda morala potrajati barem toliko. To isključuje planete oko vrlo velikih, vrućih, svijetlih zvijezda (tipa O i B) koji vrlo kratko žive prije nego eksplodiraju.
2. Kemija:
Planet mora imati kemijske spojeve potrebne za život. Danas je poznato da su spojevi koje imamo na Zemlji uobičajene širom galaksije, te bi vjerojatno bile prisutne i na bilo kojem planetu slične temperature.
3. Tekuća voda:
Pod pretpostavkom da živo biće treba tekuću vodu, tada planet ne bi smio biti ni preblizu zvijezdi (kao Merkur i Venera gdje bi voda isparila, ili predaleko (kao Mars ili Jupiter) gdje bi se voda smrzla. Za svaku zvijezdu je moguće izračunati položaj nastanjive zone koja daje uvjete za tekuću vodu. Iz ovoga možemo procijeniti udio planeta koji postoje unutar nastanjive zone.

Uzimajući ova tri faktora u obzir, uobičajena je procjena: ne = 0.1

### fl
fl je vjerojatnost da će se život pojaviti ako postoje svi preduvjeti za to
Argumenti pesimista su sljedeći: zna se da se svi sastojni dijelovi živih bića, kao npr. aminokiseline, lako sintetiziraju geološkim procesima, te su prisutni čak i u svemiru, međutim put od sastavnih dijelova do prve RNK molekule je neistraženo pitanje. Pesimisti vjeruju da je stvaranje života vrlo rijedak događaj, te da je fl vrlo blizu nuli. No, znamo da se život dogodio bar jednom (na Zemlji) pa možemo uzeti da fl sigurno nije manji od oko 1·10-8 (broj zvijezda u Mliječnom putu je 1·108).
Argumenti optimista su sljedeći: zna se da je život na Zemlji započeo prije oko 3,8 milijarde godina, skoro odmah nakon prestanka bombardiranja planetezimalima, čim se Zemlja ohladila dovoljno da bi nastale kemijski spojevi potrebni za život. Optimisti vjeruju da se život pod pravim okolnostima pojavljuje vrlo brzo. Dodatni argument koji se od prve diskusije na ovu temu pojavio na strani optimista je otkriće molekula koje čine osnovu života (složeni ugljikohidrati, aminokiseline...) posvuda u svemiru – u meteoritima, kometima, međuzvjezdanom plinu i prašini. Činjenica da mi ne razumijemo kako se stvaraju RNK molekule iz jednostavnih aminokiselina odražava ljudsko neznanje, a ne zahtjevnost procesa! Dakle, optimisti vjeruju da je fl vrlo blizu jedinici.
Ukratko, znamo samo da je fl negdje između 1·10-8 i 1.

### fi
fi je udio vrsta koji razviju inteligenciju
Optimistički pogled:
Na Zemlji, prije oko 100.000 godina, dvije su inteligentne vrste odvojeno evoluirale od svojih majmunolikih predaka. Prvi, homo sapiens neanderthalensis ("Neandertalac") se razvio u Europi, dok se drugi, homo sapiens sapiens (mi) razvio na Bliskom Istoku. Obe su vrste dugo preživjele dok se homo sapiens sapiens nije prije 35.000 godina preselio s Bliskog Istoka u Europu i (najvjerojatnije) istrijebio Neandertalce. Dakle, na Zemlji su dvije (ili više, ako se računaju i neke životinje, kao npr. dupini) zasebne vrste razvile inteligenciju. Ovo pokazuje da s inteligencija razvija brzo i prirodno, dakle, svaki će oblik života s vremenom razviti inteligenciju, pa je: fi = 1.
Pesimistički pogled:
Priča o Neardeltalcima još nije dovoljno čvrsta i pitanje je koliko su oni uopće bili nezavisni. U svakom slučaju, oba vuku porijeklo od istog sisavca, te se ne mogu smatrati potpuno nezavisnima. U biti, mi smo sigurni samo u to da je na Zemlji vrlo malo vrsta razvilo inteligenciju! Dakle, inteligencija je vrlo rijetka, te njena pojava vjerojatno zahtijeva neki posebni događaj u evoluciji. Od milijuna vrsta na Zemlji, samo se kod jedne jasno razvila inteligencija, prema tome je fi = 1·10-6.

### fc
fc je vjerojatnost da će inteligentni život odlučiti komunicirati s ostatkom galaksije
Pod "komunikativnošću" se misli na sposobnost izgradnje opreme za slanje signala do drugih svjetova. Ljudi su došli do ovog stupnja razvoja prije oko 70 godina, kada je radio komunikacija prvi put postala dovoljno jaka da napusti naš planet i postane dostupna mogućim vanzemaljskim civilizacijama s osjetljivim prijemnicima.
Uobičajena je predodžba da se eventualne druge civilizacije razvijaju slično našoj, sa znanstvenicima koje je radoznalost vodila prema otkrivanju tajni svemira i razvoju tehnologije, iako ova pretpostavka može biti i kriva.
Druge civilizacije mogu nikad ne razviti tehnologiju, ili razviti alternativne tehnologije (nama još uvijek nepoznate) i nikad ne razviti komunikaciju radio-valovima. Ovo je faktor o kojem najmanje znamo. Imamo samo podatke o jednoj (našoj) civilizaciji za koju znamo da ima volje i sposobnosti za komunikaciju s drugim civilizacijama. Sve što znamo je da je fc između 0 i 1. Dakle: 0 < fc < 1.

### L
L je prosječni životni vijek tehnološke civilizacije
Koji događaji mogu uništiti našu civilizaciju? Globalni nuklearni rat, uništenje atmosfere, udar asteroida u Zemlju, novi neizlječivi virus, eksplozija obližnje supernove, bliski gamma bljesak...
Prije nekoliko godina (srpanj 1994) smo imali priliku podsjetiti se na ulogu Jupitera u čuvanju unutarnjih planeta od čestih udara meteorita (pad kometa Shoemaker-Levy 9 na Jupiter). Procjenjuje se da bi udari meteorita u Zemlju bili 1000 puta češći bez Jupitera, a katastrofični udari (kao onaj koji je prije 65 milijuna godina presudio dinosaurima) bi se događali svakih 100.000 godina.
I Mjesec pozitivno utječe na stabilnost Zemlje. Naime, bez Mjeseca, pomaci rotacijskih osi (koji dovode do drastičnih klimatskih promjena) bili bi mnogo češći.
Katastrofe manjeg intenziteta ne moraju nužno biti nepovoljni faktor za nastanak inteligencije, jer tada prirodna selekcija dolazi do izražaja. Nakon svakog perioda masovnog izumiranja na Zemlji su se pojavljivale nove vrste, čak i više njih nego ih je bilo prije katastrofe. Serija ledenih doba, koja su ledila i oceane na ekvatoru, u razdoblju od prije 760 do prije 550 milijuna godina potaknula je takozvanu "prekambrijsku eksploziju" - pojavu mnogo novih vrsta na Zemlji. Međutim, jako velika katastrofa mogla bi nepovratno uništi život na planetu.
Mi smo posljednjih 70 godina u stanju komunicirati sa susjednim zvijezdama, što znači da će komunikacijska era naše civilizacije trajati između 70 i 5,2 milijardi godina! Dakle, 70 < L < 5,2·109

## Rezultat jednadžbe
Množeći sve ove brojeve, za optimistični i pesimistični scenarij, dobivamo različite procjene broja civilizacija u galaksiji:
Prema pesimistima, mi smo sami u galaksiji. Prema optimistima, N = 5·107, tj. oko 1 od 2000 zvijezda ima komunikativnu civilizaciju, što znači da možemo očekivati susjede na oko 100 svjetlosnih godina. Koristeći dosad stečeno znanje, nemoguće je procijeniti je li ispravan odgovor optimistički, pesimistički ili nešto između. Za eksperimentalnu provjeru brine se projekt SETI, no za sada bez uspjeha u pronalaženju susjednih civilizacija.